# Zimmerfuß
Der Zimmerfuß war ein Längenmaß im Kurfürstentum Trier und nur einer von drei Fußmaßen, die parallel Anwendung fanden. Diese Maße galten vor der Einführung der Preußischen. In Aachen war es der Zweitname für den Baufuß, wovon 6 auf die Klafter gerechnet wurden und der 0,2886 Meter lang war.
- 1 Zimmerfuß = 135,25 Pariser Linien = 0,3051 Meter

Die kleineren Maße waren der Zimmerzoll und die Zimmerlinie. Alle drei Maße unterlagen der duodezimalen Teilung.
Zum Vergleich die beiden anderen Fußmaße:
- 1 Waldfuß = 137,39 Pariser Linien = 0,3099 Meter
- 1 Werk- oder Landfuß = 12 Zoll = 144 Linien = 130,22 Pariser Linien = 0,29375 Meter